# 포대

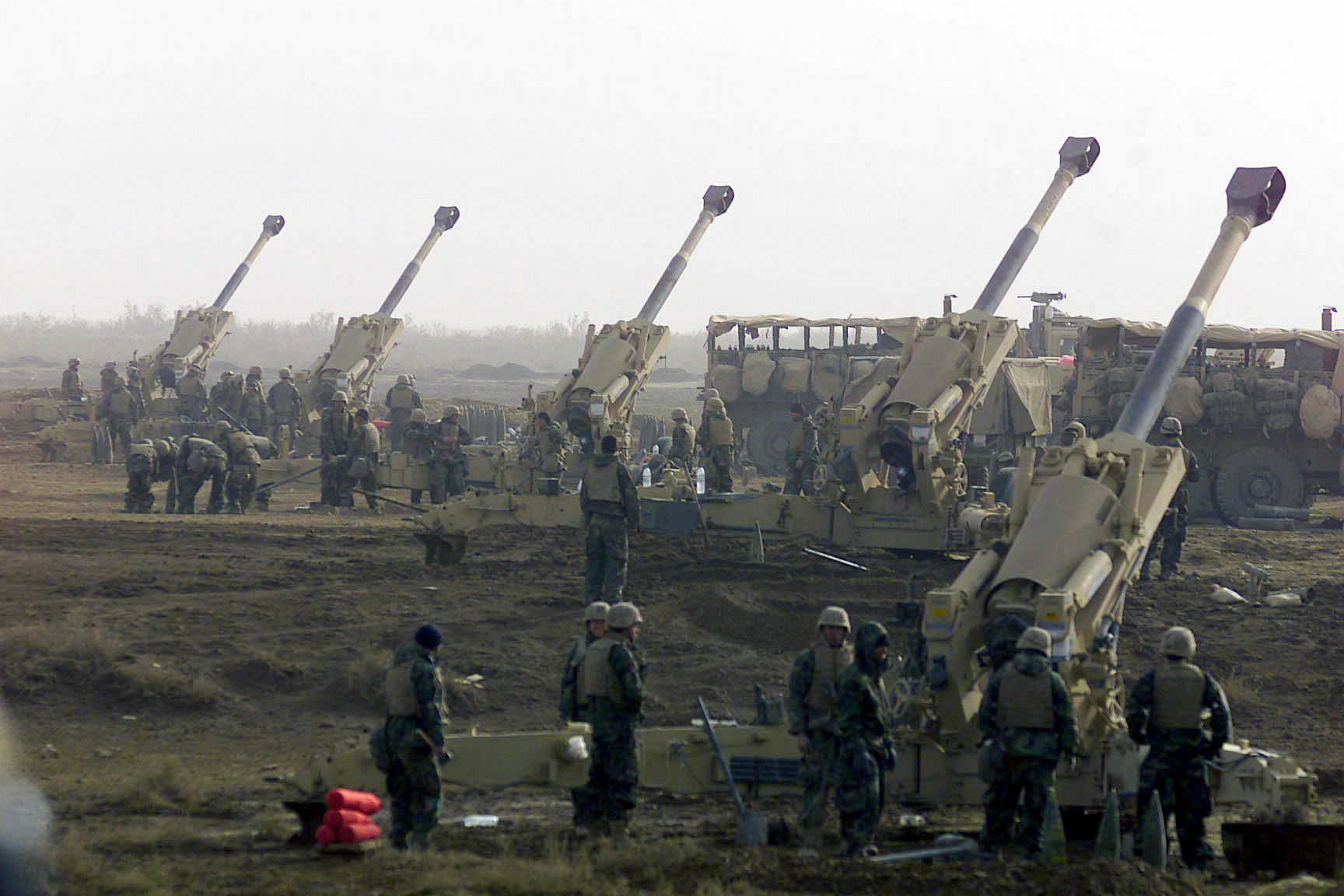

포대(砲臺)는 대포 등의 화기를 설치하여 쏠 수 있도록 만든 군사 시설물이다. 방어상의 중요 지점과 교통의 요충 등 군사 전략적, 지리적으로 유리한 지점에 설치하여 적의 침공에 대해서 효과적인 방어 거점으로 삼는다.

## 같이 보기
- 자루
- 마대 (자루)
- 부대 (동음이의)
- 포대 (동음이의)